# Де ла Роз, Якоб
Я́коб Вальдема́р де ла Роз (швед. Jacob Waldemar de la Rose; род. 20 мая 1995, Арвика-Эстра, Вермланд) — шведский хоккеист, нападающий швейцарского клуба «Фрибур-Готтерон».

## Карьера
Профессиональную карьеру Якоб де ла Роз начал в молодёжном составе клуба «Лександ». В 2011 году 16-летний форвард дебютировал в основном составе клуба; вместе с клубом Якоб выиграл первенство второй шведской лиги сезона 2012-13, по итогам которого «Лександ» вернулся в элиту шведского хоккея. В том же году молодого нападающего на драфте НХЛ выбрал самый именитый клуб лиги — «Монреаль Канадиенс».
Отыграв ещё один сезон на родине, в 2014-м году Якоб де ла Роз переехал за океан, присоединившись к фарм-клубу «Канадиенс» — «Гамильтон Булдогс». 3 февраля 2015 года Якоб де ла Роз дебютировал в составе «Канадиенс» в матче против «Баффало Сейбрз». 12 февраля молодой нападающий открыл свой бомбардирский счёт в НХЛ, сделав результативную передачу.

## Карьера в сборной
Якоб де ла Роз вызывался последовательно в юниорскую и молодёжную сборную Швеции. В составе юниорской сборной нападающий выигрывал серебряные (2011) и бронзовые (2012) награды Мемориала Глинки, а также серебряные медали чемпионата мира. В составе молодёжной сборной Якоб де ла Роз дважды — в 2013 и 2014 годах — становился серебряным призёром мировых первенств. В составе взрослой сборной Швеции - чемпион мира 2018 года.

## Достижения
- сборная Швеции:

серебряный призёр юниорского чемпионата мира: 2012
серебряный призёр молодёжного чемпионата мира: 2013, 2014
- «Лександ»:

победитель первенства второй шведской лиги: 2013

## Интересные факты
- Якоб де ла Роз — из спортивной семьи: его отец, Андерс де ла Роз, также был профессиональным хоккеистом (хотя играл, в основном, в низших лигах шведского хоккея, проведя в элитном дивизионе всего 2 сезона), позже тренировал молодёжную сборную Швеции. Старший брат Эрик — тоже хоккеист.